# Eunice complanata
Eunice complanata är en ringmaskart som beskrevs av Grube 1877. Eunice complanata ingår i släktet Eunice och familjen Eunicidae. Inga underarter finns listade i Catalogue of Life.